# Vienna (Illinois)
Vienna – miasto w Stanach Zjednoczonych, w stanie Illinois, w hrabstwie Johnson.